# Kay Sage
Katherine Linn "Kay" Sage, född 25 juni 1898 i Albany, New York, död 8 januari 1963 i Woodbury, Connecticut, var en amerikansk målare inom surrealismen.